# Kartenvideogerät
Das Kartenvideogerät ist ein Zusatzgerät für ältere analog arbeitende Radargeräte. Es blendet markante Punkte und Linien wie die Stellung von Funkfeuern, den Verlauf von Luftstraßen oder geografische Konturen wie Küstenlinien und Staatsgrenzen auf dem Radarschirm ein.
Diese Informationen wurden früher manuell gezeichnet und fototechnisch verkleinert auf einem Dia dargestellt. Dieses Dia wurde mit einer kleinen Oszillografenröhre, auf welcher der aktuelle Auslenkstrahl des Radarschirmes synchron leuchtete, abgetastet. Die durch das Dia durchleuchtende Helligkeit der Oszillografenröhre wurde mittels einer Bildaufnahmeröhre wieder in elektrische Impulse umgewandelt.
Da das Dia (etwa 4 × 4 cm) im Verhältnis zur Bildschirmgröße sehr klein ist, sahen die Konturen bei Verwendung eines kleinen Maßstabes sehr verwaschen aus. Deshalb wurden verschiedene Dias mit unterschiedlichem Maßstab verwendet, die dann bei einer Maßstabsumschaltung des PPI-Bildschirmes ebenfalls umgeschaltet werden mussten.
Modernere Radargeräte greifen allerdings auf digitales Kartenmaterial zu und stellen die gewünschten Informationen zusammen mit den digitalisierten Zielzeichen auf einem großflächigen tageslichtfähigen Plasmabildschirm dar. Die Kartendarstellung kann in einem Festwertspeicher abgelegt oder durch eine Softwarelösung im Radar Data Processor realisiert werden.